# Corrección de suelos
La corrección o rectificación de suelos es un proceso que tiene como finalidad la mejora de las condiciones físico-químicas adecuadas para mantener un suelo agrícola estable, aireado, absorbente, con alta capacidad de retención de agua y que permita el desarrollo ideal de las raíces.

## Acondicionador de suelo
Un acondicionador de suelos es un material añadido al suelo para mejorar el crecimiento y la salud vegetal. Un acondicionador o una combinación de acondicionadores corrige las deficiencias del suelo en cuanto a la estructura y nutrientes necesarios para el crecimiento de las plantas entre otros.

## Tipos de acondicionadores
El tipo de acondicionador a agregar depende de la composición del suelo, del clima, y el tipo de cultivo. Algunos suelos carecen de nutrientes necesarios para el crecimiento vegetal, otros retienen demasiada o muy poca agua. Los acondicionadores pueden ser incorporados al suelo o aplicados a la superficie, para corregir estas deficiencias.

### Materiales
La cal se utiliza para reducir la acidez de los suelos. Los fertilizantes como la turba, el estiércol, el aljez o el compost añaden nutrientes a los suelos empobrecidos. La inoculación de microbios que favorecen la fijación de nitrógeno, tal como hacen de forma natural las leguminosas, ayuda a la fertilización de los suelos.
Materiales porosos como la tierra de diatomeas, o la arena permiten reducir la retención de agua en terrenos arcillosos. La vermiculita, el hidrogel, la corteza o la arcilla, por el contrario, harán que el suelo retenga más agua.
El yeso se utiliza para la corrección de suelos alcalinos, salinos y sódicos.